# Refrigerator Safety Act
Der Refrigerator Safety Act ist ein 1956 vom Kongress der Vereinigten Staaten erlassenes Bundesgesetz.
Es trat im Oktober 1958 in Kraft und verpflichtete die Hersteller von Kühlschränken, ihre Produkte so zu konstruieren, dass sie auch von innen geöffnet werden können. Das Gesetz war eine Reaktion auf die hohe Zahl tödlich verunglückter Kinder, die sich insbesondere auf Schrottplätzen beim Spielen in alte Kühlschränke einschlossen und erstickten. Seit dem Inkrafttreten des Gesetzes ist die Zahl derartiger Unfälle drastisch zurückgegangen. Das Gesetz gilt so als eines der ältesten und auch erfolgreichsten amerikanischen Verbraucherschutzgesetze.